# Gematría
Gematría o gematria (en hebreo: גימטריה‎, translit. guematria, pronunciado [ɡə'meɪtriə]; en hebreo rabínico: גמטריא) es un método de interpretación de nombres, palabras y frases hebreas basada en la asignación de valor numérico a cada carácter del alfabeto hebreo. A diferencia de la isopsefía y la numerología, la gematría también emplea la metátesis, afectando la pronunciación de las letras combinadas (un fenómeno común en hebreo). Usada sobre todo en el ámbito religioso-esotérico, también emplea métodos de interpretación cabalísticos. 
En la gematría, una sola palabra puede traducirse en varios valores según el cifrado utilizado. Cuando la suma de los números de los caracteres que componen dos palabras distintas dan el mismo resultado, se percibe una analogía entre ambas y se considera que deben tener una conexión contextual y hasta esotérica.

## Etimología
Considerada una palabra hebrea, su origen podría derivarse del griego γεωμετρία (geōmetriā, lit. geometría, usando como traducción la gēmaṭriyā) aunque algunos estudiosos creen que se deriva del griego γραμματεια (grammateia, lit. "conocimiento de la escritura", raíz etimológica de la gramática). También es probable que ambas palabras influyeran en la formación del vocablo hebreo. Algunos morfólogos también sostienen que se deriva del orden del alfabeto griego, siendo gamma la tercera letra de dicho alfabeto.
En español se puede pronunciar tanto como un vocablo de tres sílabas cuanto como un vocablo de cuatro sílabas (en cuyo caso la letra i llevaría un acento). La RAE recomienda el uso en español de la segunda forma, es decir gematría.
En inglés, la palabra gematria ha existido desde el siglo XVII, a más tardar, a partir de traducciones de obras de Giovanni Pico della Mirandola. Aunque aparentemente su significado se deriva de la isopséfia griega, se utiliza en gran medida en los textos judíos, sobre todo en los asociados con la Cábala, influenciados por la lengua inglesa.

## Historia
La gematría se originó como un sistema asirio-babilónico-griego de código alfanumérico o cifrado, que luego fue adoptado en la cultura judía. A lo largo de la historia se han utilizado sistemas similares en otros idiomas y culturas, como la isopéfia griega (especulaciones numerológicas parecidas existieron ya en la escuela pitagórica), la numerología abyad o la gematría inglesa.
Aunque en principio se considera la isopéfia la precursora de la gematría, algunos eruditos especulan con la posibilidad de que la gematría esté codificada en la biblia hebrea (Tanaj, o antiguo testamento en el cristianismo). Israel Knohl alega que "no está fuera de discusión que esta técnica ya era conocida en el período bíblico y se usaba específicamente en contextos religiosos", y ha hipotetizado con que "el hecho de que la representación de los valores numéricos de letras no se demuestra en el uso mundano en el antiguo Israel antes del período helenístico podría apuntar a que este fuera en sus principios un conocimiento secreto de las sagradas escrituras que se mantenía en círculos cerrados". Por su parte, Victor Hurowitz señala unos principios numerológicos en la organización del libro de Proverbios y demuestra que la gematría tiene precedentes mesopotámicos. Stephen J. Lieberman señala que "debemos admitir que es posible que tales técnicas se emplearan en los textos bíblicos; los medios estaban disponibles y si hubiera disposición para hacerlo, ciertamente hubiera sido posible la introducción de mensajes ocultos en la biblia".

## Métodos
En la versión estándar de la gematría (Mispar hechrechi, lit. Número necesario), cada letra recibe un valor numérico entre 1 y 400, siendo las primeras las 9 unidades (omitiendo el 0), las siguientes múltiplos de 10, y a partir de la vigésima, múltiplos de 100.
En hebreo, cinco letras cambian de forma cuando se colocan al final de una palabra, llamadas "letras finales" o sencillamente "finales". En la versión estándar de la gematría estas letras comparten el mismo valor con sus variantes no finales (20, 40, 50, 80 y 90 respectivamente), mientras que en la variación gemátrica extendida llamada Mispar gadol (lit. Número grande), las finales recibe sus propios valores, que van desde 500 a 900:
| Valor numérico | Hebreo | Glifo |
| -------------- | ------ | ----- |
| 1              | Alef   | א     |
| 2              | Bet    | ב     |
| 3              | Guímel | ג     |
| 4              | Dálet  | ד     |
| 5              | Hei    | ה     |
| 6              | Vav    | ו     |
| 7              | Zayn   | ז     |
| 8              | Jet    | ח     |
| 9              | Tet    | ט     |

| Valor numérico | Hebreo | Glifo |
| -------------- | ------ | ----- |
| 10             | Yod    | י     |
| 20             | Kaf    | כ     |
| 30             | Lámed  | ל     |
| 40             | Mem    | מ     |
| 50             | Nun    | נ     |
| 60             | Sámej  | ס     |
| 70             | Ayin   | ע     |
| 80             | Pei    | פ     |
| 90             | Tzadi  | צ     |

| Valor numérico | Hebreo        | Glifo |
| -------------- | ------------- | ----- |
| 100            | Kuf           | ק     |
| 200            | Resh          | ר     |
| 300            | Shin          | ש     |
| 400            | Tav           | ת     |
| 500            | Kaf (final)   | ך     |
| 600            | Mem (final)   | ם     |
| 700            | Nun (final)   | ן     |
| 800            | Peh (final)   | ף     |
| 900            | Tzady (final) | ץ     |

Es importante notar que la ubicación de las finales en el alfabeto hebreo no corresponde a su representación en esta tabla, donde corresponde únicamente a los valores gemátricos que se les asigna. De hecho, en hebreo no existen como letra propia y suelen mencionar en paréntesis al lado de la letra principal correspondiente.
Sin embargo, en la variación extendida su existencia como letras propias tiene importante significado tanto por ser el número total de letras un múltiplo de 3 (que en el judaísmo simboliza la totalidad), como por ser un múltiplo de 9, siendo la representación matemática correspondiente la siguiente fórmula (empleando las funciones de módulo y de parte entera, donde x es la posición de la letra en el índice de letras):
{\displaystyle f(x)=\left(10^{\lfloor \left(x-1\right)\div 9\rfloor }\right)\times \left(\left(\left(x-1\right)\ \mathrm {mod} \ 9\right)+1\right)}

### Niqud
El alfabeto hebreo, como otros sistemas consonánticos, carece de vocales, siendo la pronunciación de las sílabas señalizada por medio de un conjunto de signos diacríticos llamado niqud. No todos los textos incluyen los signos diacríticos, de hecho muchos de los textos de la actualidad prescinden de ellos, siendo las palabras conocidas por los hablantes nativos del idioma (en caso de existir varias opciones, se entiende del contexto).
Los signos diacríticos no tienen valor gemátrico propio en los métodos principales, sin embargo algunos métodos menores sí les asignan valores basados en sistemas cabalísticos. Los más comunes (y los menos comunes en paréntesis) son los siguientes:
| Valor numérico | Signo  | Glifo |
| -------------- | ------ | ----- |
| 6              | Pataj  | ַ      |
| 10 (1)         | Hiriq  | ִ      |
| 10 (1)         | Holam  | ׂ      |
| 10 (1)         | Shuruk | וּ     |

| Valor numérico | Vocal          | Glifo |
| -------------- | -------------- | ----- |
| 16 (7)         | Kamatz         | ָ      |
| 20 (2)         | Zeire          | ֵ      |
| 20 (2)         | Shevá          | ְ      |
| 26 (8)         | Pataj reducido | ֲ      |

| Valor numérico | Signo           | Glifo |
| -------------- | --------------- | ----- |
| 30 (3)         | Segol           | ֶ      |
| 30 (3)         | Kubutz          | ֻ      |
| 36 (9)         | Kamatz reducido | ֳ      |
| 50 (5)         | Segol reducido  | ֱ      |